# Bracon basirugosus
Bracon basirugosus är en stekelart som beskrevs av Granger 1949. Bracon basirugosus ingår i släktet Bracon och familjen bracksteklar. Inga underarter finns listade.